# Centro histórico de Sighișoara
O centro histórico de Sighișoara é a parte antiga da cidade de Sighișoara, Transilvânia, Roménia. Fundada no século XII por artesãos e comerciantes imigrantes alemães, conhecidos como saxões da Transilvânia, o centro histórico de Sighișoara foi incluído na lista do Património Mundial da UNESCO em 1999, por ser (sic) "um belo exemplo duma pequena cidade fortificada medieval que teve um importante papel estratégico e comercial nos limites da Europa Central durante vários séculos".
Na Idade Média, a cidade encontrava-se na região de transição entre as áreas de cultura latina da Europa Central e as áreas onde predominava a influência bizantina-ortodoxa do Sudeste da Europa. Até praticamente ao século XX, a maioria dos habitantes de eram de origem alemã e eram germanófonos — em 1910 47,6% da população declarava-se alemã — o que se reflete na arquitetura, similar à que se vê nas zonas antigas de cidades alemãs. Devido à emigração, os alemães eram uma minoria residual no início do século XXI (1,9% em 2002), o que coloca em risco a preservação da cultura tradicional local.
Ao contrário de outras cidades da Transilvânia, que a partir do século XVIII viram grandes alterações urbanísticas, Sighișoara preservou praticamente intacto o seu núcleo medieval. As edificações do século XIX são pontuais e à parte da Rua do Moinho da Cidade Baixa praticamente não há construções do século XX. 90% das fortificações e muralhas estão intactas, em contraste do que acontece com outras cidades históricas transilvanas — em Sibiu são 30%, em Brașov são 45% em em Cluj-Napoca são 15%.